# Elie Wiesel
Eliezer (Elie) Wiesel (Sighet, 30 september 1928 – Boston, 2 juli 2016) was een  Joods-Amerikaans schrijver van verschillende boeken over zijn ervaringen in de Holocaust, die hij overleefde. Hij ontving de Nobelprijs voor de Vrede in 1986.

## Jeugd en Holocaust
Wiesel werd geboren in Sighet (nu: Sighetu Marmației), als zoon van Sjlomo en Sara, orthodoxe joden van Hongaarse afkomst die een kruidenierszaak hadden. Hij had drie zussen, Bea, Hilda en Tzipora. De Hongaars sprekende stad Sighet in Roemenië werd geannexeerd door Hongarije in 1940, en in 1944 deporteerden de nazi's de Hongaarse joden naar Auschwitz-Birkenau. Zijn moeder en Tzipora, de jongste zus, werden er vermoord; hij en zijn vader werden naar het nabijgelegen werkkamp Auschwitz III Monowitz gestuurd. Bekend is dat hij beschreef hoe in de bittere winterkou de trein met schreeuwende joden langs een volle kathedraal in een van de Duitse steden reed waar de organist en de gemeente harder gingen spelen en zingen zodat ze het geschreeuw niet konden horen. In januari 1945, werden vader en zoon gedwongen te marcheren naar Buchenwald, waar Elies vader overleed.

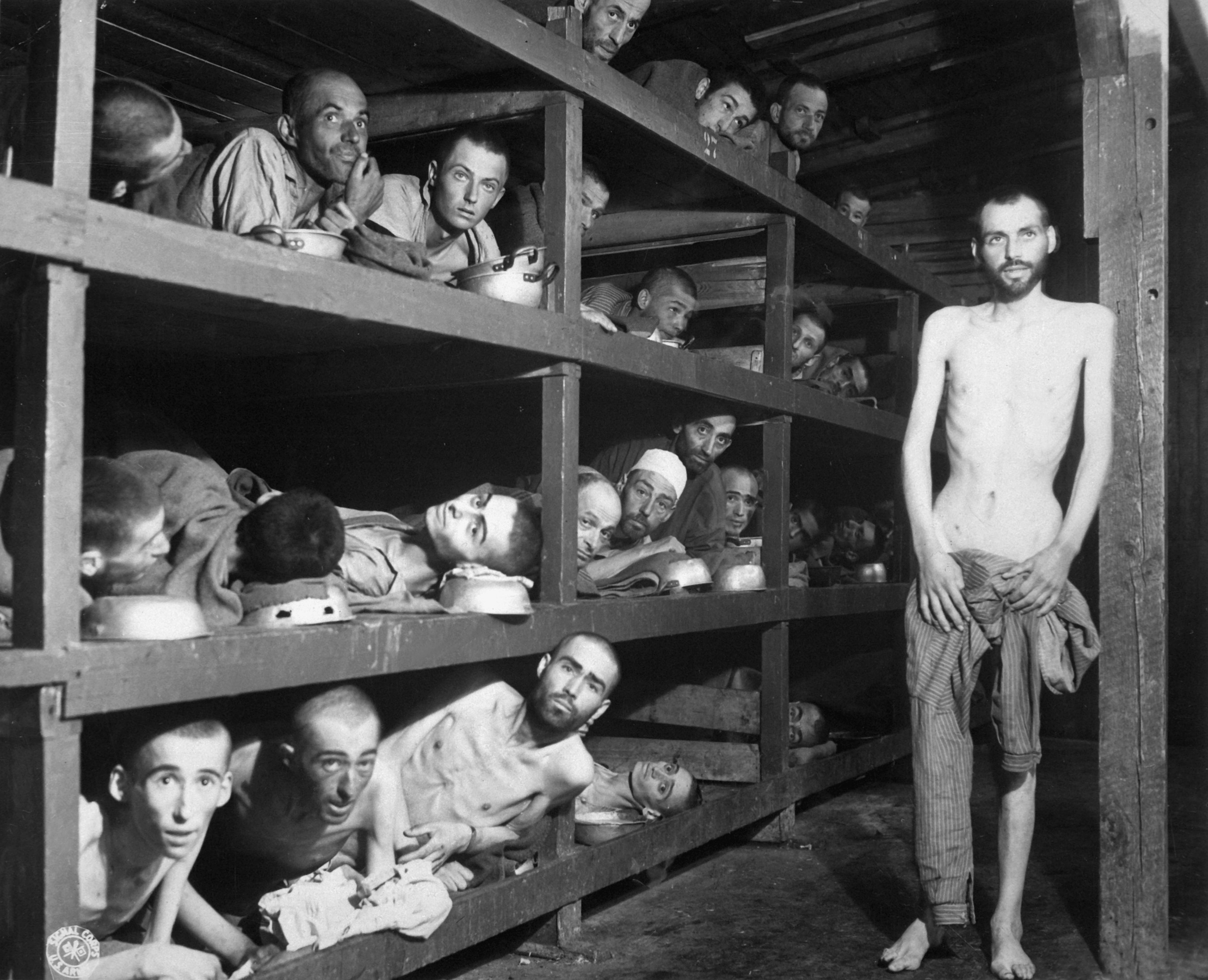
Buchenwald, 1945. Wiesel is in de tweede rij, zevende van links samen met Max Hamburger (onderste rij vierde van links).

Na de Tweede Wereldoorlog werd hij in een Frans weeshuis gestopt. In 1948 begon Wiesel een studie aan de Sorbonne. Hij vond een baan bij de Franse krant L'arche als journalist en raakte in contact met de Nobelprijs voor de Literatuur-winnaar François Mauriac, die hem uiteindelijk kon overtuigen zijn Holocaustervaringen op te schrijven. Dat leverde zijn eerste roman, in het Jiddisch, Un di velt hot geshvign (En de wereld zweeg) op, die in 1956 in Buenos Aires verscheen. Twee jaar later zag de sterk ingekorte bewerking La nuit (Nacht) bij Les Éditions de Minuit het licht, waarschijnlijk Wiesels beroemdste werk en het begin van een lange reeks werken in het Frans. In 2007 schreef hij een nieuw voorwoord bij een heruitgave van La nuit.

## Verenigde Staten
Later verhuisde Elie Wiesel naar de Verenigde Staten, waar hij in 1963 werd genaturaliseerd tot staatsburger. Hij was voorzitter van de 'Presidential Commission on the Holocaust' van 1978 tot 1986 en gaf daarmee leiding aan de bouw van het 'United States Holocaust Memorial Museum'. Elie Wiesel was daar professor in de humane wetenschappen aan Boston University.
Tussen 2002 en 2005 deed een commissie ingesteld door president Ion Iliescu onderzoek naar de betrokkenheid van Roemenië bij de Holocaust. Wiesel had het voorzitterschap van de commissie op zich genomen. De commissie-Wiesel kwam in 2005 met een getal van 500.000 slachtoffers in Joodse en Romakring.
In 2006 wees Elie Wiesel een informeel verzoek af van de Israëlische regering om president van de Joodse staat te worden. Hij wilde liever doorgaan met schrijven.
In februari 2007 werd Wiesel bijna ontvoerd in een hotel in San Francisco door een man die hem wilde interviewen over de Holocaust. Toen Wiesel om hulp riep, vluchtte zijn belager, die later op een antisemitische website schreef dat hij Wiesel wilde spreken. Een maand later werd de belager gearresteerd en beschuldigd van meerdere misdrijven, hij werd op 21 juli 2008 veroordeeld tot twee jaar gevangenisstraf.
Elie Wiesels oeuvre bestaat uit meer dan 40 fictie- en non-fictieboeken.

## Onderscheidingen
- 1968: Prix Médicis
- 1980: Prix du Livre Inter
- 1985: Four Freedoms Award voor godsdienstvrijheid
- 1985: Congressional Gold Medal of Achievement
- 1986: Nobelprijs voor de Vrede
- 1992: Presidential Medal of Freedom
- 2005: Light of Truth Award

Ridderorden:
- 2000: Grootkruis in het Legioen van Eer
- Commandeur in de Orde van het Britse Rijk
- 2002: Grootofficier in de Orde van de Ster van Roemenië